# ريتش بارنز
ريتش بارنز (بالإنجليزية: Rich Barnes)‏ هو لاعب كرة قاعدة أمريكي، ولد في 21 يوليو 1959 في بالم بيتش في الولايات المتحدة.

## وصلات خارجية
- ريتش بارنز على موقعبيزبول رفرنس.كوم (الدوري الرئيسي) (الإنجليزية)
- ريتش بارنز على موقعبيزبول رفرنس.كوم (الدوري الثانوي) (الإنجليزية)